# Xylogramma pallidum
Xylogramma pallidum är en svampart som beskrevs av Syd. 1936. Xylogramma pallidum ingår i släktet Xylogramma och familjen Helotiaceae.   Inga underarter finns listade i Catalogue of Life.